# القنصلية العامة لتونس في مرسيليا
القنصلية العامة لتونس في مرسيليا (بالفرنسية: Consulat général de Tunisie à Marseille) هي تمثيلية قنصلية تابعة للجمهورية التونسية في فرنسا. تقع القنصلية في شارع أثينا (Boulevard d'Athènes) تحديدا في الدائرة الأولى في مرسيليا.

## قائمة القناصل العامون
القناصل العامون لتونس في مرسيليا هم على التوالي:
| القنصل العام       | تاريخ التعيين  | تاريخ التعيين | تاريخ تقديم أوراق الاعتماد | تاريخ تقديم أوراق الاعتماد |
| ------------------ | -------------- | ------------- | -------------------------- | -------------------------- |
| محمد هيلة          | 9 مارس 1981    | [ 1 ]         |                            |                            |
| محمد الهادي بلخوجة | 26 أكتوبر 1981 | [ 2 ]         |                            |                            |
| الصادق حواص        | 26 يوليو 1988  | [ 3 ]         |                            |                            |
| محمد بلحاج         | 26 يوليو 1989  | [ 4 ]         |                            |                            |
| مختار البرتاجي     | 22 فبراير 2010 | [ 5 ]         |                            |                            |
| محمد علي الشيحي    | 3 ديسمبر 2011  | [ 6 ]         |                            |                            |
| الهاشمي الدريدي    | 3 ديسمبر 2013  | [ 7 ]         |                            |                            |
| ناصر الصيد         | 9 ديسمبر 2014  | [ 8 ]         |                            |                            |

## مقالات ذات صلة
- سفارة تونس في فرنسا
- العلاقات التونسية الفرنسية

## روابط خارجية
- الموقع الرسمي.